# Enrique Moradiellos
Enrique Moradiellos García (Oviedo, 1961) es un historiador, historiólogo e historiógrafo profesional español. Licenciado de Grado y Doctor en Historia (Universidad de Oviedo), Catedrático de Historia Contemporánea de la Universidad de Extremadura, Académico de Número de la Real Academia de la Historia de España (medalla número 31) y Académico Correspondiente de otras dieciséis academias nacionales. Además, también es académico de número de la Academia Europea e Iberoamericana de Yuste (sillón Heródoto de Halicarnaso). Ha sido distinguido con el Premio Nacional de Historia de España (Ministerio de Cultura), así como el Premio de Investigación Cultural "Arturo Barea" (Diputación de Badajoz), entre otros reconocimientos.

## Carrera académica
Se licenció en Geografía e Historia (sección de Historia) por la Universidad de Oviedo (con Premio Extraordinario de Fin de Carrera al mejor expediente de su promoción en 1984 y Premio Extraordinario de Licenciatura en 1985), con una tesis de grado titulada El sindicato de los Obreros Mineros de Asturias, 1919-1930.
Posteriormente recibió una beca de investigación predoctoral del Programa de Formación de Personal Investigador del Ministerio de Educación de España, con destino en el Departamento de Historia de la Universidad de Oviedo (1985-1988). Durante aquellos años tuvo una estancia de investigación para elaborar la tesis doctoral en el departamento de Historia del Queen Mary College de la Universidad de Londres durante diez meses de duración (de enero a noviembre de 1987), donde comenzó a trabajar junto al historiador Paul Preston (su mentor y director de tesis de facto).
En 1989 se doctora en Historia Contemporánea por la misma universidad, obteniendo también el Premio Extraordinario cum laude, con una tesis doctoral titulada El gobierno británico y la insurrección militar española de 1936.
Fue becario de investigación postdoctoral de estudios avanzados en el extranjero, correspondiente al Programa del Ministerio de Educación de España durante los años 1989 y 1990, con destino nuevamente en el Queen Mary College de la universidad de Londres (luego Queen Mary and Westfield College), llegando a ser Assistant Lecturer (profesor ayudante) durante los años 1990 y 1991. Además, fue director adjunto (Deputy Director) del Centre for Contemporary Spanish Studies de la Universidad de Londres desde el 1 de octubre de 1989 al 16 de diciembre de 1991. En aquella etapa también fue codirector del seminario de historia española contemporánea del Institute of Historical Research de la Universidad de Londres desde el 1 de octubre de 1990 al 16 de diciembre de 1991. 
Posteriormente desarrolló su labor docente e investigadora como titular interino de Historia Contemporánea en la Facultad de Geografía e Historia (Departamento de Historia Contemporánea) de la Universidad Complutense de Madrid (curso académico 1991-1992) y en la Facultad de Filosofía y Letras de Cáceres (Departamento de Historia - Área de Historia Contemporánea) de la Universidad de Extremadura como profesor asociado a tiempo completo (1994-1999). 
Desde 1999 es profesor titular en la Universidad de Extremadura y desde 2007 es catedrático de Historia Contemporánea en la misma universidad (habilitado en 2006 por la Universidad de Barcelona). 
En el año 2006 fue comisariado de la exposición museográfica 70 Años. Guerra Civil Española, 1936, organizada por la Consejería de Cultura de la Junta de Extremadura en el Palacio de Congresos de Badajoz, mostrando la contienda mediante objetos, imágenes y documentos.
En 2012 fue galardonado con el Premio de Investigación "Arturo Barea" que concede la Diputación de Badajoz, por su trabajo Clío y las aulas. Investigación sobre la Educación y la Historia, habiendo recibido previamente otros galardones.
Desde mayo de 2016 a noviembre de 2020 ejerció como Director del Departamento de Historia de la Facultad de Filosofía y Letras de la Universidad de Extremadura.
En 2017 recibe el Premio Nacional de Historia de España, elegido por el jurado «por la ecuanimidad con la que aborda el tema de estudio, por el llamamiento a la concordia que se desprende de sus páginas y por una extraordinaria labor de síntesis que se sustenta en una rigurosa y dilatada trayectoria historiográfica».
El 20 de noviembre de 2020 fue elegido académico de número de la Real Academia de la Historia (España), siendo apadrinado por los profesores y académicos Carmen Sanz Ayán, Juan Pablo Fusi y Luis Antonio Ribot. El discurso de ingreso en la Real Academia de la Historia tuvo lugar el 28 de noviembre de 2021 y llevaba por título: Quo Vadis, Hispania? Winston Churchill y la guerra civil española (1936-1939).
El 21 de noviembre de 2021 el Patronato de la Fundación Academia Europea e Iberoamericana de Yuste le nombró Académico de número (sillón Heródoto de Halicarnaso); siendo investido el 4 de noviembre de 2022 en Mérida. El acto estuvo presidido por el presidente de la Junta de Extremadura y presidente del Patronato de la Fundación Academia Europea e Iberoamericana de Yuste, Guillermo Fernández Vara.

### Líneas de investigación o especialidad
Como historiador especialista en Historia Contemporánea, Historiografía e Historiología, ha centrado la docencia, la investigación y la divulgación en los siguientes campos historiográficos y de las ciencias históricas: 
- 1) Historia española entre 1931 y 1979 (desde la Segunda República a la Transición Democrática, pasando por la Guerra Civil y el Franquismo, sin olvidar la biografía histórica). Las fuentes informativas del patrimonio histórico en este contexto, como técnico especializado en esta área temática de conocimiento.

- 2) Política exterior española y relaciones hispano-británicas entre 1931 y 1953 (incluyendo especialmente la década de los años treinta, el período de la Segunda Guerra Mundial, las temáticas referentes al Holocausto y el inicio de la Guerra Fría, entre otras).

- 3) Historiografía, Filosofía de la Historia, Historiología - Teoría de la Historia y Metodología de la Investigación Histórica, así como de las Ciencias Históricas y de las Técnicas Historiográficas (como tradición y disciplina intelectual, y de sus usos públicos, tanto en sus dimensiones gnoseológicas y conceptuales como en sus facetas prácticas, docentes y operativas).

### Proyectos de investigación
Entre sus proyectos de investigación destacan:
- Don Juan Negrín, Jefe del Gobierno de la República Española en la Guerra Civil y Exilio (1937-1945). Una biografía política (enero de 2003 - diciembre de 2005). El proyecto de investigación financiado por el Ministerio de Ciencia y Tecnología en el marco del Plan Nacional de Investigación (referencia: BHA2002-00948) tenía como objetivo la elaboración de una biografía política del Dr. Juan Negrín López y fue la base para la publicación de la biografía titulada: Negrín (Barcelona, Ediciones Península, 2006).

- Módulo Jean Monet de la Universidad de Extremadura (enero de 2014 - diciembre de 2020). El Módulo Jean Monnet de la UEX estuvo vigente durante los trienios 2014-2017 y 2017-2020, con los profesores Alejandro Cercas Alonso y Enrique Moradiellos García como codirectores, al frente de un equipo formado por los profesores Mario Pedro Díaz Barrado, Alfonso Pinilla García y José Antonio Rubio Caballero. Al margen de sus otras actividades (cursos, conferencias y exposiciones), fue responsable de la publicación titulada "Europa, una historia con futuro" (Granada, Editorial Comares, 2021).

- Las caras de Franco: funciones políticas y representaciones públicas del Caudillo en su régimen (enero de 2014 — julio de 2017). Encuadrado en el Programa Estatal de Fomento de la Investigación Científico-Técnica de Excelencia del Ministerio de Economía y Competitividad. Resultados relevantes: Libro: "Las caras de Franco: Una revisión histórica del Caudillo y su régimen", Madrid, Siglo XXI Editores, 2016. Además, se organizaron unas jornadas de estudio sobre Franco celebradas en la Universidad de Extremadura al amparo de este proyecto de investigación.

- Judeofobia y antisemitismo en la España del siglo XX (enero de 2019 — 2022). Proyecto de Investigación financiado por el Fondo Europeo de Desarrollo Regional de la Unión Europea y la Consejería de Economía e Infraestructuras de la Junta de Extremadura. Prorrogado hasta el mes de julio del año 2022.

Forma parte del Grupo de Investigación de Historia del Tiempo Presente en el Departamento de Historia de la Facultad de Filosofía y Letras de la Universidad de Extremadura (Área de Historia Contemporánea). Allí sigue impartiendo clases en el Grado de Historia y Patrimonio Histórico y en el Máster en Investigaciones Históricas (MUI), entre otros grados y posgrados académicos en el campus de Cáceres. También es miembro y asesor desde 2001 del Grupo de Estudios de Historia Contemporánea de Extremadura.
A lo largo de su trayectoria profesional ha dirigido cursos, jornadas, seminarios, tesinas y tesis doctorales, participando en numerosas entrevistas, colaboraciones, proyectos, publicaciones, exposiciones y congresos.

### Titulaciones universitarias
Sus titulaciones y certificaciones académicas universitarias oficiales:
- Licenciatura en Geografía e Historia (Sección: Historia) por la Universidad de Oviedo (Premio Extraordinario Fin de Carrera: 1979-1984). Título oficial expedido en Madrid a 8 de julio de 1986 (Facultad de Filosofía y Letras de la Universidad de Oviedo).
- Licenciado de Grado en Historia por la Universidad de Oviedo el 26 de abril de 1985, con la calificación de Sobresaliente (Premio Extraordinario de Licenciatura de Grado). Título oficial expedido en Madrid a 8 de julio de 1986. Tesis de grado titulada: El Sindicato de los Obreros Mineros de Asturias, 1910-1930 (Facultad de Filosofía y Letras de la Universidad de Oviedo).
- Doctorado (Ph.D.). Doctor en Historia por la Universidad de Oviedo el 15 de julio de 1989, con la calificación de Apto Cum Laude por unanimidad (Premio Extraordinario de Doctorado). Título oficial expedido en Madrid a 28 de febrero de 1990. Tesis doctoral titulada: El gobierno británico y la insurrección militar española de 1936 (Facultad de Filosofía y Letras de la Universidad de Oviedo). Recibió, previamente, la Beca de Investigación Predoctoral del Programa de Formación de Personal Investigador con destino en el Departamento de Historia de la Universidad de Oviedo (1985-1988).
- Beca de Investigación Postdoctoral de Estudios Avanzados de Historia Contemporánea en la Universidad de Londres como research fellow (1989-1990), llegando a ser Assistant Lecturer en el Departament of History del Queen Mary College (1990-1991): certificación universitaria oficial (Programa del Ministerio de Educación de España y de la Universidad de Londres). Desde entonces ejercerá su labor docente e investigadora como profesor titular interino en la Universidad Complutense de Madrid (1991-1992) y profesor asociado a tiempo completo en la Universidad de Extremadura (1994-1999), consolidándose en este último como profesor titular en 1999. Obtuvo la Cátedra de Universidad en Historia Contemporánea en el año 2006 por la Universidad de Barcelona, siendo desde 2007 catedrático en la Universidad de Extremadura.

### Otros datos de interés
- Miembro titular del Consejo de Redacción de la Revista International Journal of Iberian Studies (Exeter, Reino Unido), órgano de comunicación de The Association of Contemporary Iberian Studies.

- Miembro titular del Consejo de Redacción de la revista Historia del Presente (Madrid), fundada en el año 2002 y editada por la Asociación Historiadores del Presente.

- Miembro titular del Consejo de Redacción de la revista Mondo Contemporáneo editada en Italia y dirigida por el profesor Renato Moro.

- Miembro y asesor del Grupo de Estudios de Historia Contemporánea de Extremadura desde el año 2001.

- Colaborador de la Fundación Academia Europea e Iberoamericana de Yuste desde 2001 y Académico de número desde noviembre de 2021.

- Miembro del jurado del Premio de Investigación «Arturo Barea» que concede la Diputación de Badajoz desde 2014 (galardonado en 2012).

- Patrono de la Fundación Diego Muñoz-Torrero. Organización privada sin ánimo de lucro, nacida el 19 de marzo de 2018 en Cabeza del Buey (Badajoz). Su objetivo de propiciar el estudio, la investigación y cualquier modo de conocimiento y difusión de la figura de D. Diego Muñoz-Torrero y Ramírez Moyano, extremeño ilustre, padre del Constitucionalismo español y presidente de la comisión redactora de la primera Carta Magna promulgada en las Cortes de Cádiz, por lo que además, como objetivos de esta Fundación se incluyen: la profundización en las raíces histórico-culturales de la constitución de 1812, su repercusión en el resto del mundo y su proyección en la actualidad, así como favorecer el debate y fomento de los principios y valores democráticos. Además, también es patrono del Centro de Estudios Rodríguez Ibarra.

- Cuenta con estudios de lengua inglesa, participando en el Foreign Student Exchange Program de la Universidad de New York (verano de 1984) y en la prueba de conocimientos del International English Language Testing System (marzo de 2013).[n 2]

## Reconocimientos, galardones y premios
- Premio Extraordinario de Fin de Carrera (1984), de Licenciatura de Grado (1985) y de Doctorado cum laude (1989) por la Universidad de Oviedo en la disciplina académica de la Ciencia de la Historia.

- Finalista del premio «Fundación Wellington» 2004 en el II concurso de artículos periodísticos, por el artículo «La ilusión del Edén terrenal» publicado en el suplemento cultural del ABC el 22 de marzo de 2003.

- Galardón al «Mejor libro del año 2005» (categoría de no-ficción) de la revista El Cultural, el suplemento cultural del diario El Mundo, por el libro Franco frente a Churchill. España y Gran Bretaña en la Segunda Guerra Mundial (Barcelona: Península, 2005).[10]

- Premio a la «Memoria Histórica» Luis Romero Solano en 2010 por el conjunto de las obras dedicadas a una figura histórica del socialismo: Negrín (Barcelona, Península, 2006) y Juan Negrín. Textos y discursos políticos (Madrid, Centro de Estudios Políticos y Constitucionales, 2010).

- Premio «Arturo Barea» de Investigación Cultural 2012 (que entrega la Diputación de Badajoz), otorgado al trabajo presentado bajo pseudónimo y titulado Clío y las aulas. Ensayo sobre Educación e Historia, que fue publicado por la institución patrocinadora en el año 2013 bajo el mismo título.[11]

- Premio Nacional de Historia de España 2017 (que entrega el Ministerio de Cultura de España) por la obra Historia mínima de la Guerra Civil española. El jurado eligió esta obra «por la ecuanimidad con la que aborda el tema de estudio, por el llamamiento a la concordia que se desprende de sus páginas y por una extraordinaria labor de síntesis que se sustenta en una rigurosa y dilatada trayectoria historiográfica».

- Distinguido en 2017 por La Nueva España como «Asturiano del mes» de octubre «por su extraordinario trabajo de investigación histórica».[12]

- Elegido Académico de número de la Real Academia de la Historia (España) y Académico Correspondiente de otras dieciséis academias nacionales: México, Argentina, Perú, El Salvador, Ecuador, Panamá, Colombia, Chile, Paraguay, Uruguay, Bolivia, Puerto Rico, Guatemala, República Dominicana, Brasil y Costa Rica (medalla 31, el decimocuarto que lo ostenta), nombrado el 21 de noviembre de 2020 e investido el 28 de noviembre de 2021.

- Elegido Académico de número de la Fundación Academia Europea e Iberoamericana de Yuste el 21 de noviembre de 2021 (sillón Heródoto de Halicarnaso) e investido el 4 de noviembre de 2022.

## Obras
Gran parte de sus obras se han convertido en manuales de consulta, siendo un referente historiográfico. Entre sus numerosas publicaciones se encuentran, a modo de resumen, las siguientes:
- El Sindicato de los Obreros Mineros de Asturias. 1910-1930 (Oviedo: Universidad de Oviedo, 1986; ISBN 978-84-7468-111-6).
- Neutralidad benévola. El gobierno británico y la insurrección militar española de 1936 (Oviedo: Pentalfa, 1990; ISBN 84-7848-429-9).
- La perfidia de Albión. El gobierno británico y la guerra civil española (Madrid: Siglo XXI de España, 1996; ISBN 978-84-323-0916-8).[14]
- La conferencia de Potsdam de 1945 y el problema español (Madrid: Instituto Universitario Ortega y Gasset, 1998; ISBN 978-84-95048-13-4).
- 'Sine ira et studio'. Ejercicios de práctica historiográfica (Cáceres: Universidad de Extremadura, 2000; ISBN 978-84-7723-407-4).
- Las caras de Clío: una introducción a la historia (Madrid: Siglo XXI de España, 2001; ISBN 978-84-323-1073-7).
- El reñidero de Europa. Las dimensiones internacionales de la guerra civil española (Barcelona: Península, 2001; ISBN 978-84-8307-376-6).
- La España de Franco (1939-1975): política y sociedad (Madrid: Síntesis, 2000; ISBN 978-84-7738-740-4).
- Francisco Franco. Crónica de un caudillo casi olvidado (Madrid: Biblioteca Nueva, 2002; ISBN 978-84-9742-027-3).
- La Guerra Civil (Madrid: Marcial Pons, 2003; ISBN 978-84-95379-69-6).
- La persistencia del pasado. Escritos sobre la historia (Cáceres: Universidad de Extremadura, 2003; ISBN 978-84-7723-542-2).
- El oficio de historiador. Estudiar, Enseñar, Investigar (Madrid: Akal, 2013, publicación original en 1994: Siglo XXI; ISBN 978-84-323-1129-1).
- 1936. Los mitos de la guerra civil (Barcelona: Quinteto, 2004; ISBN 978-84-96333-57-4).[15]
- Franco frente a Churchill. España y Gran Bretaña en la Segunda Guerra Mundial (1939-1945) (Barcelona: Península, 2005; ISBN 848-30-7693-4).[16][17]
- Don Juan Negrín (Barcelona: Península, 2006; ISBN 84-8307-753-1)[18].
- 70 años, Guerra Civil Española, 1936 (Mérida: Editora Regional de Extremadura, 2006; ISBN 978-84-7671-938-1).
- La semilla de la barbarie. Antisemitismo y holocausto (Barcelona, Planeta, 2009; ISBN 978-84-8307-85-49).
- La historia contemporánea en sus documentos (Barcelona: RBA Libros, 2011; ISBN 978-84-9006-039-1).
- Edición y estudio introductorio a Juan Negrín, Textos y discursos políticos (Madrid, Centro de Estudios Políticos y Constitucionales, 2010; ISBN 978-84-2591-49-11).[19]
- La guerra de España (1936-1939). Estudios y controversias (Barcelona: RBA, 2012; ISBN 978-84-9006-32-86).
- Clío y las aulas. Ensayo sobre educación e historia (Badajoz: Diputación de Badajoz, 2013; ISBN 978-84-7796-232-8).
- (dir.) Las caras de Franco: una revisión histórica del caudillo y su régimen (Madrid: Siglo XXI, 2016; ISBN 978-84-323-1821-4).
- Historia mínima de la guerra civil española (Madrid, Editorial Turner, 2016; ISBN 978-84-7506-677-6).
- La tesis doctoral en ciencias sociales y humanas. Una guía práctica (Madrid, Akal, 2017. ISBN 978-84-460-4513-7).
- Franco. Anatomy of a Dictator, 2016. Traducido, revisado y ampliado con el título de Franco. Anatomía de un dictador, Madrid: Turner, 2018. ISBN 978-84-17141-69-1.[20]
- Ha colaborado en la obra coordinada por Joaquín Prats: Geografía e historia. Complementos de formación disciplinar (Madrid: Ministerio de Educación Cultura y Deporte, Secretaría General Técnica, Graó, 2011; ISBN 978-84-9980-091-2), con los capítulos «La historia: una ciencia humana y social de naturaleza racional constructivista» y «Métodos y técnicas de construcción del conocimiento histórico».
- Quo Vadis, Hispania? Winston Churchill y la guerra civil española (1936-1939). Discurso leído el día 28 de noviembre de 2021 en el acto de su recepción por el Excmo. Sr. D. Enrique Moradiellos García y contestación por el Excmo. Sr. D. Juan Pablo Fusi Aizpurua (Madrid, Real Academia de la Historia, 2021. ISBN 978-84-15069-92-8).
- El Holocausto y la España de Franco (Madrid, Editorial Turner, 2022. ISBN 978-84-18895-24-1), junto a Santiago López Rodríguez y César Rina Simón.

El resto de sus publicaciones, congresos y entrevistas se puede consultar en el apartado de «Enlaces externos» y en su perfil profesional del Departamento de Historia de la Universidad de Extremadura.